# Prosodia
La prosodia (dal latino prosōdĭa, termine che deriva dal greco antico προσῳδία?, a sua volta da πρός, "presso" e ᾠδή, "canto") è la parte della linguistica che studia l'intonazione, il ritmo (isocronia), la durata (quantità) e l'accento del linguaggio parlato.

## Descrizione
Le caratteristiche prosodiche di un'unità di linguaggio parlato (sia essa una sillaba, una parola o una frase) sono dette tratti soprasegmentali, perché simultanee ai segmenti in cui può essere divisa quell'unità; idealmente le si può infatti rappresentare come 'sovrapposte' ad essi. Alcuni di questi tratti sono la lunghezza della sillaba, il tono, l'accento.
Le unità prosodiche non corrispondono a unità grammaticali, anche se possono dirci qualcosa su come il nostro cervello analizza il parlato. I sintagmi e i periodi sono invece concetti grammaticali, i quali tuttavia possono avere –
a più livelli – equivalenti prosodici (unità prosodiche o intonazionali).
Queste unità sono caratterizzate da diversi segni fonetici, come una forma coerente di tono e il graduale abbassamento del tono e l'allungamento delle vocali lungo la durata di un'unità: fino a quando il tono e la velocità si stabilizzano per ricominciare con l'unità successiva – sembra che respirazione, inspirazione ed espirazione avvengano solo a queste condizioni.
Diverse scuole di linguistica descrivono le unità prosodiche in modo leggermente diverso. Una comune distinzione è tra prosodia continuata, che nell'ortografia inglese si potrebbe segnalare con una virgola, e prosodia finale, che potremmo indicare con un punto: questo è l'uso comune dei simboli IPA per le pause prosodiche minori e maggiori.

### La prosodia come studio della quantità (vocalica e sillabica)
Gli antichi ed i moderni studiosi delle lingue classiche (il latino e il greco antico) davano al termine prosodia un significato più ristretto: quello di studio della quantità (oppure 'lunghezza' o 'durata') delle vocali e delle sillabe (lunghe e brevi). Oggetto della disciplina, nella fattispecie, è dunque un solo tratto soprasegmentale: la durata.